# Lizzano bianco frizzante
Il Lizzano bianco frizzante è un vino DOC la cui produzione è consentita nella provincia di Taranto.

## Caratteristiche organolettiche
- colore: paglierino scarico.
- odore: gradevole con caratteristiche di fruttato, delicato.
- sapore: asciutto, fresco, armonico.

## Produzione
Provincia, stagione, volume in ettolitri
- nessun dato disponibile